# 答里也忒迷失

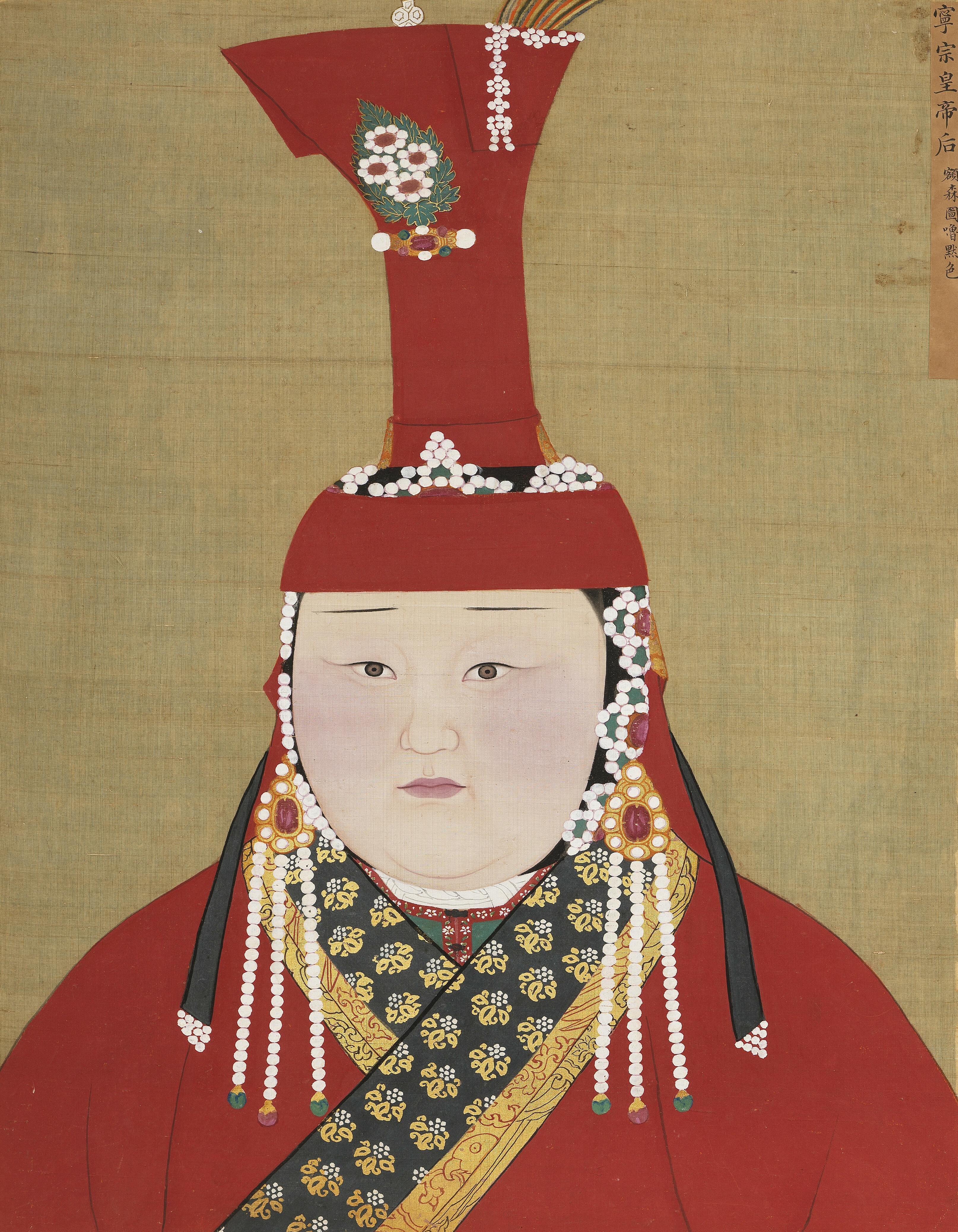
答里也忒迷失皇后

答里也忒迷失（？—1368年），弘吉剌氏，元宁宗的皇后。至顺三年（1332年）十月，嫁给七岁的宁宗，立为皇后，两个月后，宁宗驾崩。答里也忒迷失皇后之后寡居三十六年，于元朝灭亡的至正二十八年（1368年）去世，宁宗的哥哥元惠宗将她升祔宁宗庙。

## 延伸阅读
[在维基数据编辑]
 《元史·卷114》，出自宋濂《元史》
 《新元史/卷104》，出自柯劭忞《新元史》